# Proctolyra brincki
Proctolyra brincki är en insektsart som beskrevs av Bo Tjeder 1992. Proctolyra brincki ingår i släktet Proctolyra och familjen fjärilsländor. Inga underarter finns listade i Catalogue of Life.